# Hired Guns
Hired Guns is een computerspel uit 1993. Het spel werd ontwikkel door DMA Design Limited en uitgebracht door Psygnosis Limited. Het spel is een futuristic spel dat zich afspeelt in het jaar 2712.

## Ontvangst
| Beoordeeld door                | Platform | Datum             | Score |
| ------------------------------ | -------- | ----------------- | ----- |
| Amiga Force                    | Amiga    | oktober 1993      | 97%   |
| The One                        | Amiga    | september 1993    | 91%   |
| CU Amiga                       | Amiga    | oktober 1993      | 91%   |
| Amiga Computing                | Amiga    | november 1993     | 91%   |
| Génération 4                   | DOS      | januari 1994      | 81%   |
| High Score                     | DOS      | november 1993     | 80%   |
| Retrogaming History            | Amiga    | 29 september 2009 | 80%   |
| ASM (Aktueller Software Markt) | Amiga    | februari 1994     | 67%   |
| Amiga Computing                | Amiga    | mei 1992          | 62%   |
| Power Play                     | Amiga    | november 1993     | 56%   |